# Distrikt Quthing

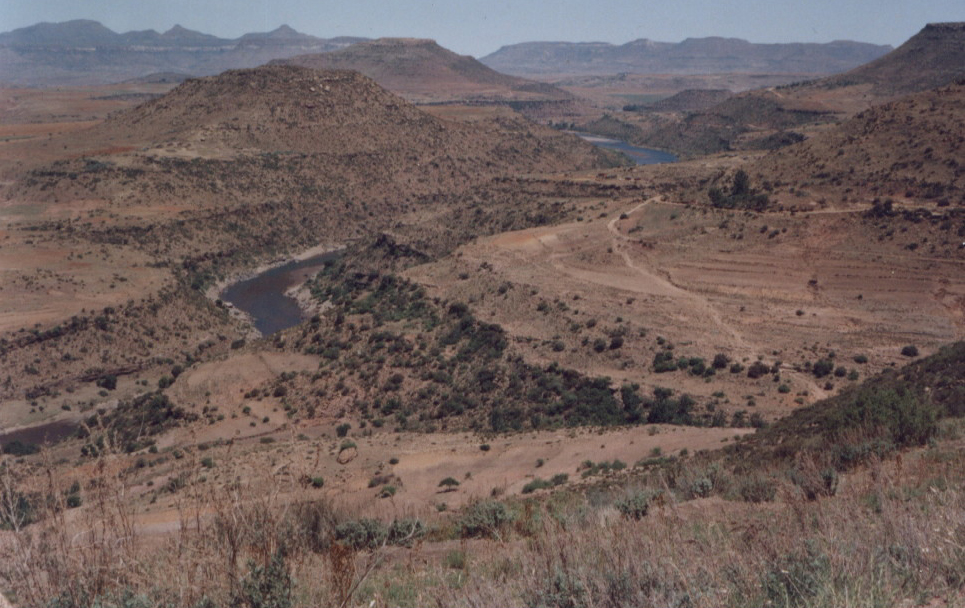
Tal des Senqu bei Masitise

Der Distrikt Quthing [!uˈtʰiŋ] ist einer von zehn Distrikten (Bezirken) des Königreiches Lesotho im südlichen Afrika.

## Geographie
Der Distrikt liegt im Süden Lesothos. Er ist benannt nach einem Fluss und einer Missionsstation 50 Kilometer südlich der Distrikthauptstadt. Diese wird auch Quthing genannt, heißt aber eigentlich Moyeni (aus dem Phuthi; deutsch: „Ort des Windes“). Die Größe des Distrikts beträgt 2916 km², seine Einwohnerzahl 115.469 (Stand 2016). Damit zählt er zu den dünn besiedelten Distrikten Lesothos.
Siehe auch: Daten der Distrikte Lesothos
Der Distrikt Quthing liegt im Süden Lesothos. Er hat kaum Anteile an den dicht besiedelten Lowlands. Der überwiegende Teil gehört zu den Highlands (Maloti-Berge). Durch den Distrikt fließt der Senqu.
Er grenzt im Norden an den Distrikt Mohale’s Hoek, östlich an den Distrikt Qacha’s Nek und im Westen und Süden an die südafrikanische Provinz Ostkap.

### Bevölkerung
Neben den Basotho, die in ganz Lesotho und Teilen Südafrikas leben, gibt es im Distrikt Quthing Thembu und Phuthi, die isiXhosa bzw. Sephuthi sprechen.

### Ortschaften
Zu den Orten im Distrikt zählen
- Quthing, auch Moyeni, mit den Ortsteilen Upper Moyeni und Lower Moyeni
- Mount Moorosi, nahe dem Senqu gelegen, benannt nach dem Oberhaupt Moorosi, der bis 1879 die Baphuthi anführte und hier getötet wurde
- Masitise, Ort um eine Missionsstation, die von dem Schweizer Protestanten David Frédéric Ellenberger 1867 gegründet wurde. Er lebte dort mit seiner Familie in einem Haus im Felsüberhang, das besichtigt werden kann.

### Community Councils
Die Community Councils (etwa: Gemeinden) sind Ha Nkoebe, Likhohlong, Liphakoe, Matsatseng, Mkhono, Mokotjomela, Mphaki, Qomoqomong, Serofong und Tsatsane.